# Oualata
Oualata (arabiska: ولاته) är en stad i regionen Hodh Ech Chargui i sydöstra Mauretanien, med 11 779 invånare (2000). Den grundades på 1000-talet, då den var en del av Ghanariket. Staden förstördes år 1076, men grundades åter år 1224 och blev snart en viktig station för handeln över Saharaöknen och ett viktigt islamskt lärdomscenter.
Idag finns i Oualata ett manuskriptmuseum och staden är känd för sin mycket vackra folkliga arkitektur.
År 1996 utsågs Oualata tillsammans med Ouadane, Chinguetti och Tichitt till världsarv av Unesco.